# TVS Motor Company
TVS Motor Company Limited (TVS) — индийская мотоциклетная компания со штаб-квартирой в Ченнаи, Индия. Это третья по величине мотоциклетная компания в Индии. Годовой объём продаж компании составляет 3 млн единиц, а производительность заводов — более 4 млн транспортных средств. TVS Motor Company также является вторым по величине экспортером в Индии с экспортом в более чем 60 стран. TVS Motor Company является крупнейшей компанией TVS Group по размеру и обороту.

## История
В 1962 году была создана компания Sundaram Clayton, совместное предприятие индийской группы Sundaram (основанной в 1911 году) и британской компании Clayton Dewandre Holdings; компания выпускала автокомплектующие. В 1978 году компания открыла предприятие по производству мопедов. В 1982 году долю в предприятии купила японская компания Suzuki, с 1984 года это совместное предприятие TVS-Suzuki начало выпуск мотоциклов по лицензии японского партнёра. В 2001 году Suzuki продала свою долю в совместном предприятии, и название компании было изменено на TVS Motor. В 2005 году в Индонезии был открыт первый зарубежный завод. В 2007 году компания начала выпуск моторикши TVS King. В 2020 году начался выпуск электроскутера TVS iQube Electric.
В начале 2015 года TVS Racing стала первой индийской заводской командой, принявшей участие в ралли «Дакар», самом длинном и опасном ралли в мире. TVS Racing стала партнером французского производителя мотоциклов Sherco и назвала команду Sherco TVS Rally Factory Team. TVS Racing также выиграла Raid de Himalaya и FOX Hill Super Cross, проходившие в Шри-Ланке.
В 2016 году TVS начала производство BMW G310R, модели, разработанной совместно с BMW Motorrad в рамках их стратегического партнёрства, начатого в апреле 2013 года. В декабре 2018 года завод в Хосуре, где производится мотоцикл, выпустил 50-тысячную модель G310R.
6 декабря 2017 года компания TVS представила мотоцикл Apache RR 310, который был полностью разработан и реализован в Индии. Мотоцикл с объёмом двигателя 310 см³, который был разработан совместно с BMW, оснащён полным обтекателем, двухканальной ABS, EFI, подвесками KYB.
В апреле 2020 года TVS Motor Company приобрела Norton Motorcycle Company. В краткосрочной перспективе они продолжат производство мотоциклов в Донингтон-парке, используя тот же персонал.

## Характеристика TVS Motor Company

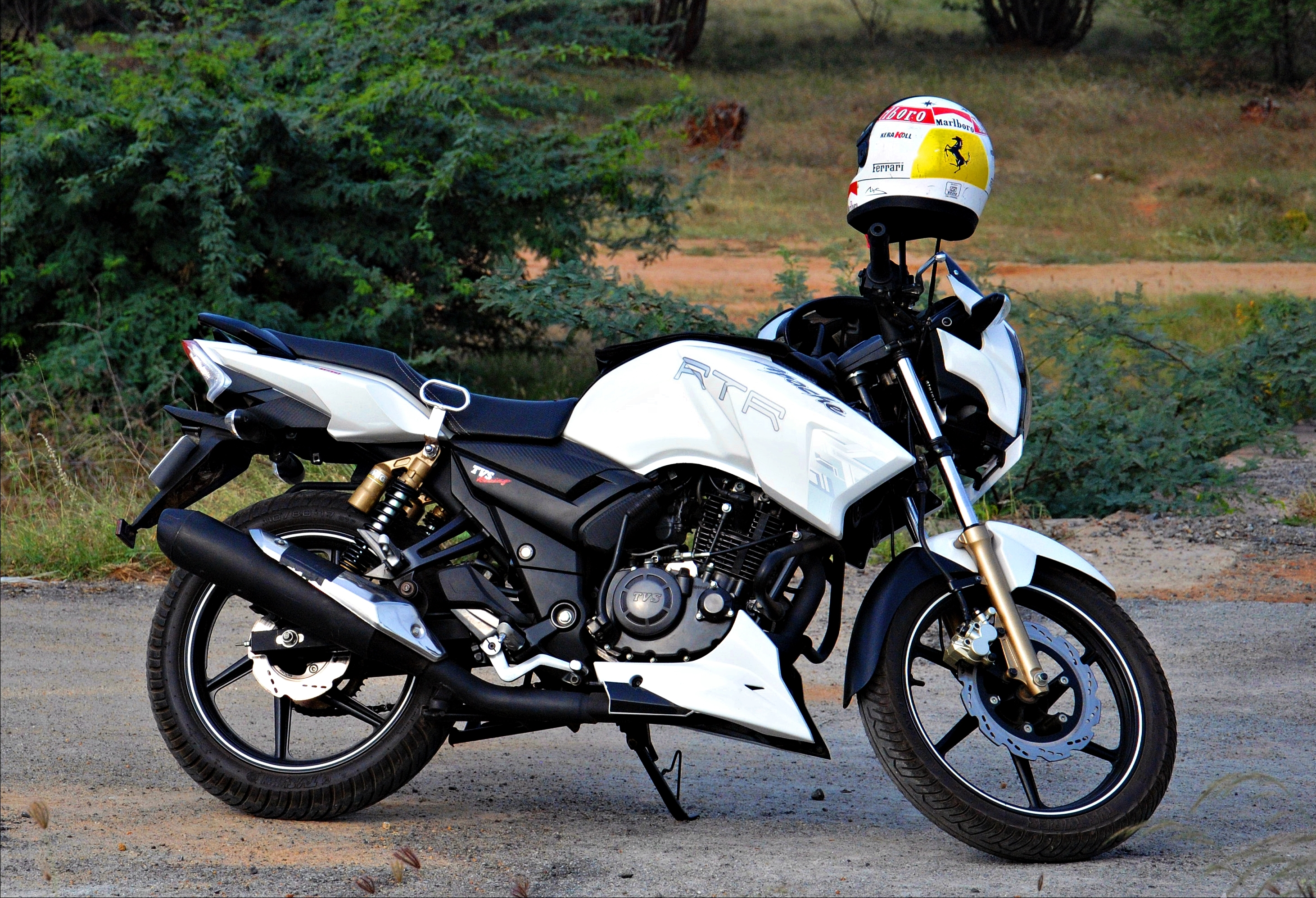
Apache RTR 180 V2

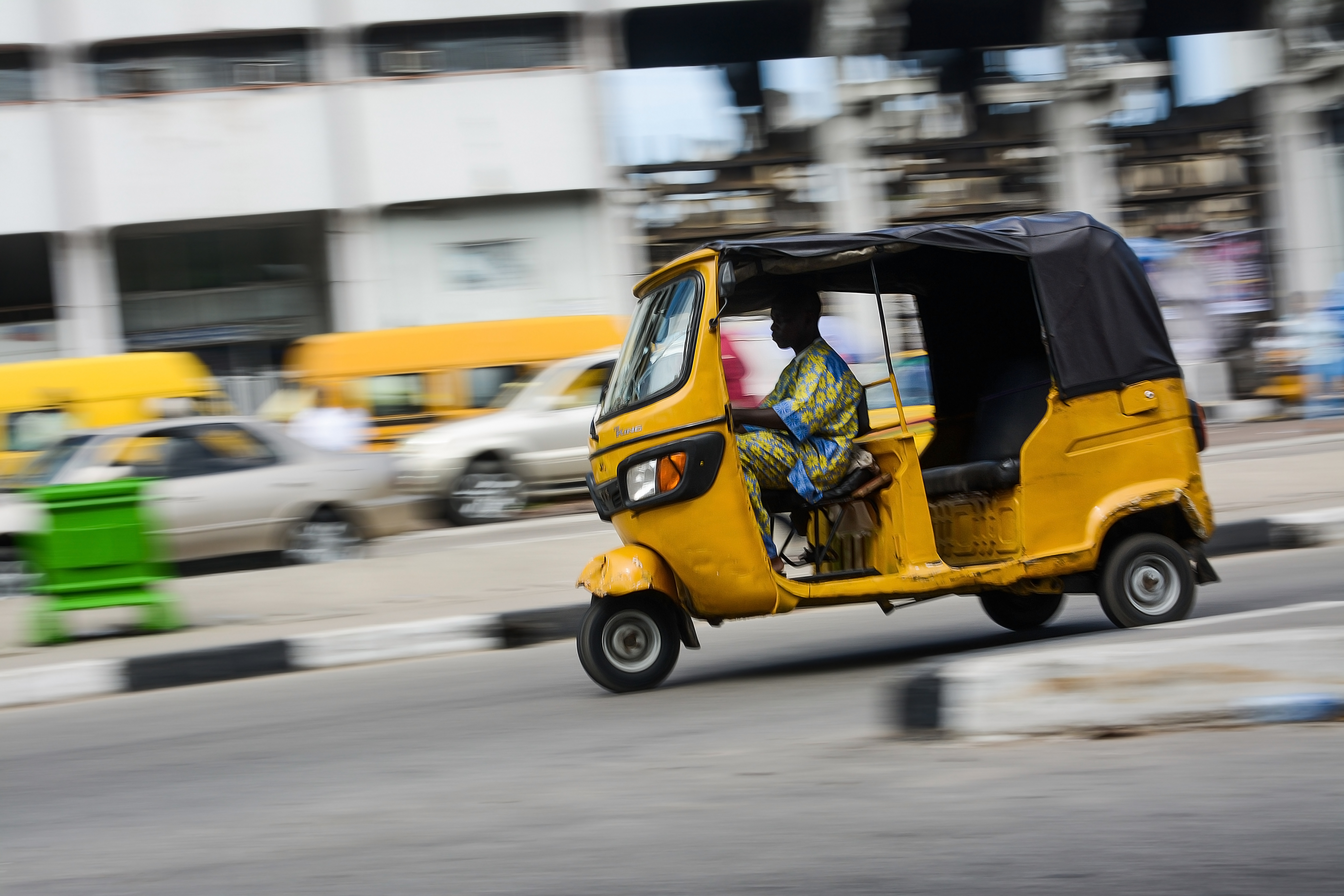
Моторикша TVS King

Это была первая индийская компания, которая применила каталитический нейтрализатор в 100-кубовом мотоцикле, и первая индийская компания, производившая мотоцикл с четырёхтактным двигателем. Список новинок компании включает: первый 2-местный мопед в Индии — TVS 50, первый в Индии Digital Ignition — TVS Champ, первый полностью индийский мотоцикл — Victor, первая индийская компания, запустившая ABS в мотоцикле — Apache RTR Series, Индонезия первая двухтональная технология выхлопного шума — Tormax, и недавний запуск — первый в Индии подключаемый скутер TVS NTORQ, который претендует на звание первого в Индии подключаемого скутера через Bluetooth с такими функциями, как помощь при вызове, навигация и т. д.

## Текущие модели
- Apache RTR 180 2v
- Apache RTR 160 4v
- Apache RTR 200 4v
- Apache RR 310
- TVS NTORQ
- TVS Scooty
- TVS Jupiter
- TVS Wego
- TVS Radeon
- TVS Star City Plus
- TVS XL100
- TVS iQube

## Награды и признания
В 2002 году TVS Motor получила Deming Prize, японскую награду за высокие стандарты качества.
В том же году работа, проделанная для мотоцикла TVS Victor, позволила TVS Motor получить Национальную премию за успешную коммерциализацию местных технологий от Совета по развитию технологий Министерства науки и технологий правительства Индии. В 2004 году TVS Scooty Pep выиграл премию «Выдающееся качество дизайна» от журнала BusinessWorld и Национального института дизайна в Ахмадабаде.
Эффективное внедрение методов обслуживания общей производительности принесло TVS Motor награду TPM Excellence Award, присужденную Японским институтом технического обслуживания предприятий в 2008 году.